# 伊達赤十字病院
伊達赤十字病院（だてせきじゅうじびょういん、英語: Japanese Red Cross Date Hospital）は、北海道伊達市にある病院。

## 沿革
- 1940年（昭和15年）：「日本赤十字社北海道支部伊達療院」として開院[1]。
- 1944年（昭和19年）：「伊達赤十字病院」と改称[1]。伊達赤十字病院看護婦講習所（現在の伊達赤十字看護専門学校）開設[1]。
- 1956年（昭和31年）：精神科病棟新築[1]。
- 1986年（昭和61年）：現在の本館竣工[1]。
- 1995年（平成07年）：訪問看護ステーション開設[1]。「空襲犠牲者慰霊碑」建立[2]。
- 1997年（平成09年）：壮瞥診療所受託運営開始（2007年運営終了）[1]。東館竣工[1]。
- 1999年（平成11年）：隔離病舎廃止[1]。
- 2000年（平成12年）：居宅療養管理指導事業所指定[1]。
- 2005年（平成17年）：消化器病センター開設[1]。
- 2012年（平成24年）：災害派遣医療チーム（DMAT）発足[3]。
- 2013年（平成25年）：医療療養病棟開設[1]。
- 2014年（平成26年）：日鋼記念病院、市立室蘭総合病院、王子総合病院、苫小牧市立病院、八雲総合病院と「災害時等相互支援に関する協定」締結[4]。
- 2018年（平成30年）：地域包括ケア病棟稼働

## 機関指定
| 救急指定病院                      | 健康保険法保険医療機関       |
| 労働者災害補償保険指定医療機関    | 国民健康保険医療機関         |
| 生活保護法指定医療機関            | 身体障害者福祉法指定医療機関 |
| 中央労働災害防止協会健康診断機関  | 精神保健福祉法指定病院       |
| 災害拠点病院                      | 地域センター病院             |
| へき地医療拠点病院                | 臨床研修指定病院             |
| 診断群分類包括評価（DPC）対象病院 | 北海道がん診療連携指定病院   |
| 北海道DMAT指定医療機関            |                              |

## 診療科等
診療科
- 内科・総合内科
- 消化器科
- 神経内科
- 循環器科
- 呼吸器科
- 外科
- 整形外科
- 皮膚科
- 泌尿器科
- 小児科
- 産婦人科
- 耳鼻咽喉科
- 眼科
- 精神神経科
- 麻酔科
- 放射線科

部門
- 看護部
- 薬剤部
- 検査部
- 放射線科部
- リハビリテーション科
- 医療技術部
- 人工透析センター
- 訪問看護ステーション
- 地域医療連携室
- 医療相談室
- 医療安全推進室
- 健診部

## 施設認定
| 日本内科学会教育関連病院             | 日本循環器学会研修施設                |
| 日本精神神経学会専門医制度研修施設   | 日本消化器病学会認定施設              |
| 日本消化器内視鏡学会指導施設         | 日本外科学会修練施設                  |
| 日本麻酔科学会麻酔科認定病院         | 日本眼科学会専門医研修施設            |
| 日本乳癌学会関連施設                 | 日本整形外科学会研修施設              |
| 日本経腸学会稼働認定施設（NST）      | 日本栄養療法推進協議会「NST稼働施設」 |
| 日本消化器外科学会関連施設           | 母体保護法医師指定基準研修関連病院    |
| 日本ペインクリニック学会指定研修施設 | 日本神経学会准教育施設                |

## 関連施設
- 伊達赤十字病院院内保育所
- 伊達赤十字看護専門学校

## アクセス
- 道南バス「日赤前」「日赤入口」バス停下車
- 北海道旅客鉄道（JR北海道）室蘭本線伊達紋別駅から徒歩30分、タクシーで10分